# Tamara Horacek

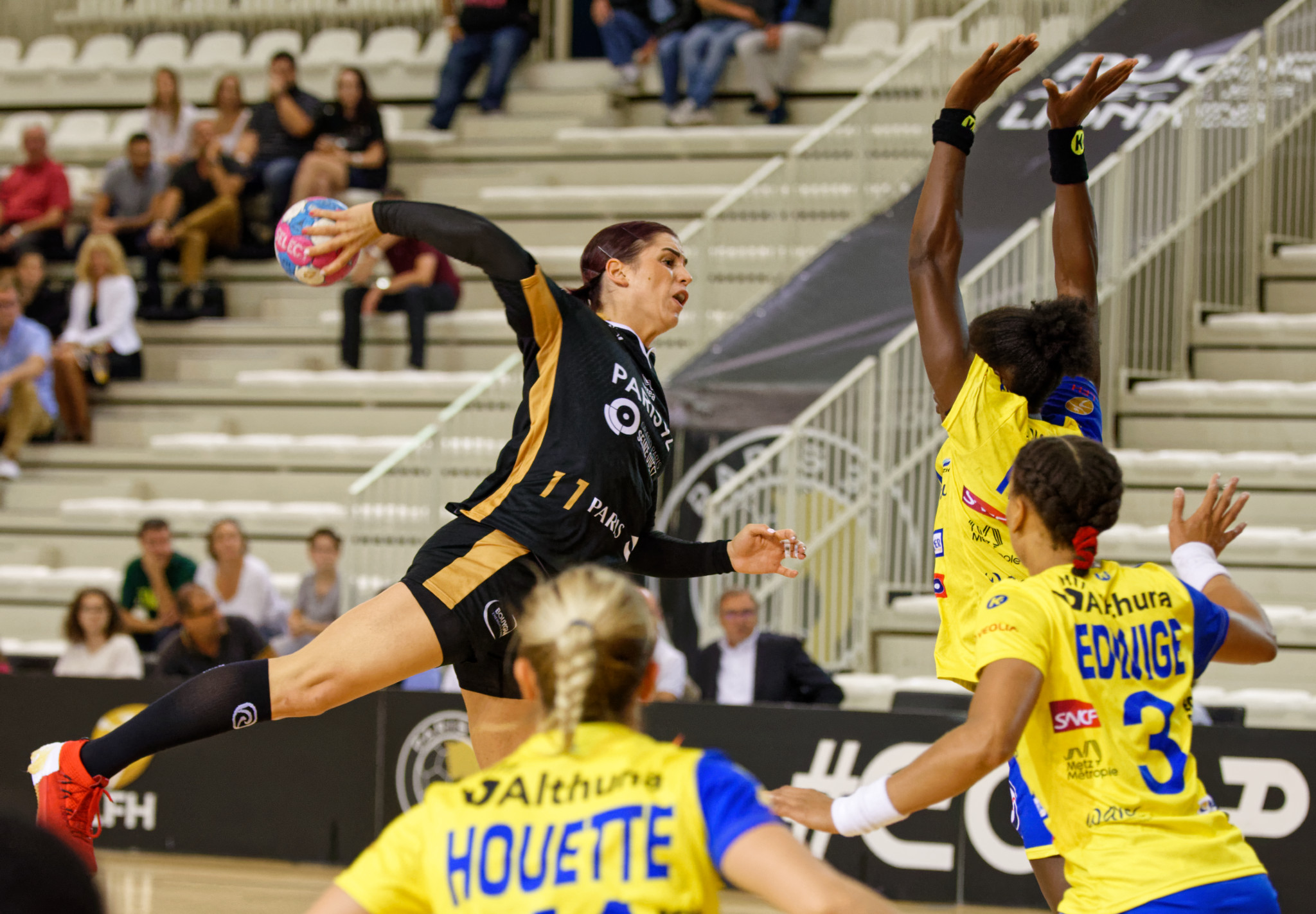
Tamara Horacek au tir face à son ancien club, le Metz Handball, le 16 septembre 2018.

Tamara Horacek, née Tamara Horaček le 5 novembre 1995 à Požega (Croatie), est une joueuse internationale française de handball, évoluant au poste d'arrière et demi-centre dans le club slovène du RK Krim Mercator. Elle est la fille de l'internationale croate Vesna Horaček.
Polyvalente, capable d'évoluer à plusieurs postes, elle a des qualités défensives et réussit dans l'exercice du jet de sept mètres.

## Biographie
Fille de Vesna Horaček, ancienne joueuse vedette du Metz Handball, elle est issue du centre de formation de ce même club, dont elle intègre l'équipe première au début de la saison 2013-2014, pour un total de 10 matches et 5 buts. À l'issue de la saison, le Metz Handball remporte son 19e titre de champion.
À l'été 2014, elle participe au Championnat du monde junior avec l'équipe de France de handball, qu'elle termine à la cinquième place.
Fin octobre 2014, après un début de saison encourageant où le nouvel entraîneur, Jérémy Roussel, lui donne régulièrement sa chance, elle se blesse gravement à l'entraînement, pour une durée d'absence évaluée à six mois.
En mai 2016, elle est appelée pour la première fois en équipe de France pour les deux dernières rencontres qualificatives pour le championnat d'Europe 2016 contre l'Islande et la Suisse. Dans la foulée, elle remporte avec Metz son deuxième titre de championne de France, après une finale gagnée face à Fleury Loiret.
Le 1er juin 2016, elle joue son premier match en France A contre l'Islande et inscrit ses deux premiers buts en sélection nationale. Sa polyvalence sur les postes d'arrières lui permet d'être retenue en tant que remplaçante pour les Jeux olympiques de Rio. Avant la finale contre la Russie, elle remplace numériquement Chloé Bulleux, blessée, dans le groupe. Entrée en cours de match, elle ne joue que quelques minutes mais remporte une médaille d'argent après la défaite de l'équipe de France.
En février 2017, elle s'engage avec le Paris 92 pour la saison 2017-2018, pour continuer sa progression et gagner en temps de jeu. Elle y remplace Kalidiatou Niakaté.
Le 7 novembre 2018, elle se blesse gravement au genou lors d’un match et déclare forfait pour l'Euro 2018 qui sera remporté par les françaises.
En 2020, elle rejoint le Siófok KC, en Hongrie ; c'est sa première expérience dans un club l'étranger. Son équipe joue la Ligue européenne/Coupe de l'EHF et s'incline en finale ; Horacek finit meilleure buteuse de Siofok en Ligue Européenne 20/21 avec 49 buts. En difficulté financière, Siófok KC est pénalisé de plusieurs points et se retrouve relégué à la 7e place du championnat hongrois : le club ne disputera pas la ligue européenne la saison prochaine.
Après cette année à l'étranger affectée par le Covid, Horacek revient dans son club formateur, le Metz Handball, pour la saison 2021/2022. Elle vient en renfort pour pallier les absences pour blessure de l'arrière gauche titulaire, Orlane Kanor.
Le 16 mars 2022, elle écope d'une amende de 3750€ ainsi que d'un an de suspension avec sursis de la part de l'EHF pour avoir signé à Metz alors qu'elle était encore en contrat avec le club de Siófok KC.
Elle fait aussi son retour en équipe de France pour le championnat du monde 2021; l'équipe finit vice-championne de la compétition.
Elle passe une saison aux Neptunes de Nantes (2023-24), avant de signer un contrat de trois ans avec le club slovène du RC Krim Mercator.

## Palmarès

### En club
Compétitions nationales
- Championne de France en 2014, 2016, 2017 et 2022 (avec Metz Handball)
- Vainqueur de la coupe de France en 2017 et 2022(avec Metz Handball)

Compétitions internationales
- Finaliste de la Ligue européenne en 2021 (avec Siófok KC)

### En sélection

#### Jeux olympiques
- Médaille d'argent aux Jeux olympiques 2016, Rio de Janeiro,  Brésil
- médaille d'argent aux Jeux olympiques de Paris en 2024, Paris,  France

#### Championnats du monde
- Médaille d'argent au championnat du monde 2021[19]
- Médaille d’or au championnat du monde 2023

#### Championnats d'Europe
- Médaille de bronze au championnat d'Europe 2016

#### Autres
- 5e du championnat du monde junior en 2014

## Distinctions
- Chevalier de l'ordre national du Mérite le 1er décembre 2016[20]